# Friedhofskirche (Langenzenn)

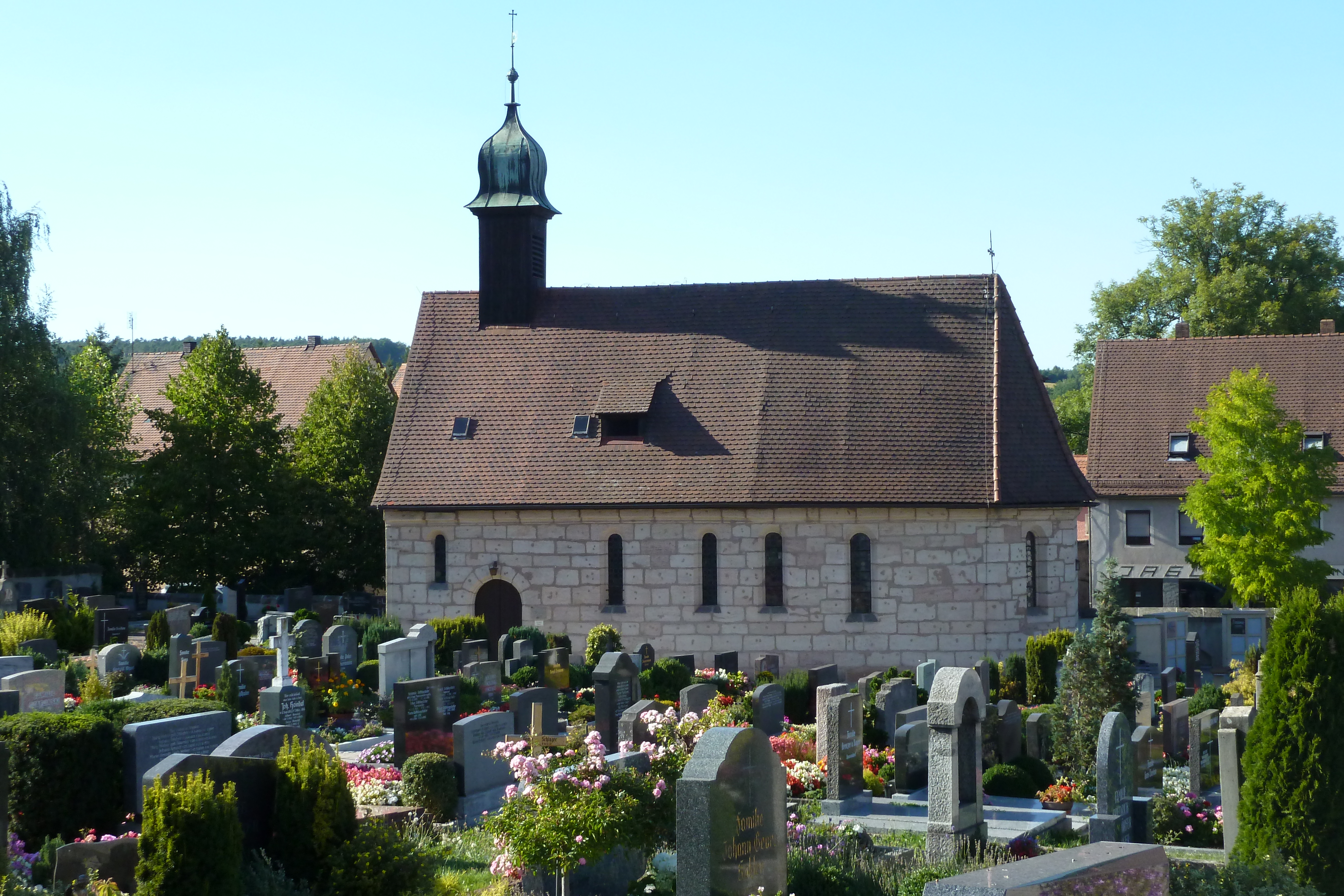
Friedhofskirche in Langenzenn

Die evangelische, denkmalgeschützte Friedhofskirche steht am Rand  des Kirchfriedhofs der Stadt Langenzenn im Landkreis Fürth (Mittelfranken, Bayern). Das Bauwerk ist unter der Denkmalnummer D-5-73-120-66 als Baudenkmal in der Bayerischen Denkmalliste eingetragen. Der kirchliche Teil des Friedhofs wird von der evangelischen Pfarrkirche verwaltet.

## Beschreibung
Die längsrechteckige Saalkirche aus Quadermauerwerk mit dreiseitigem Schluss im Osten wurde nach Anlage des Friedhofs 1608 gebaut und 1621 eingeweiht. Sie wurde 1907/08 zum Teil erneuert. Aus dem Satteldach des Kirchenschiffs  erhebt sich im Westen ein quadratischer Dachreiter, der mit einer Zwiebelhaube bedeckt ist. An den Längsseiten des Innenraums befinden sich Emporen, deren Brüstungen um 1660 mit Darstellungen der Apostel und Evangelisten bemalt wurden. Der Flügelaltar wurde 1908 aus spätgotischen Teilen zusammengesetzt. Im Schrein befindet sich ein Kruzifix aus der Mitte des 15. Jahrhunderts.